# Shahrestān-e Fāryāb
Shahrestān-e Fāryāb (persiska: شهرستان فارياب, فارياب) är en delprovins (shahrestan) i Iran.   Den ligger i provinsen Kerman, i den sydöstra delen av landet, 1 000 km sydost om huvudstaden Teheran.
Delprovinsen hade 34 000 invånare 2016.